# Rhizopogon ater
Rhizopogon ater är en svampart som beskrevs av Trappe & Grubisha 2005. Rhizopogon ater ingår i släktet Rhizopogon och familjen hartryfflar.   Inga underarter finns listade i Catalogue of Life.